# Touët-de-l'Escarène
Touët-de-l'Escarène là một xã ở tỉnh Alpes-Maritimes, vùng Provence-Alpes-Côte d'Azur ở đông nam nước Pháp.